# Parti républicain (Guinée)
Pour les articles homonymes, voir Parti républicain.
Le Parti républicain (PR) est un parti politique guinéen.
C'est l'un des 24 partis ayant participé à l'élection présidentielle de 2010. Son candidat, Alpha Ibrahima Keira  homme politique guinéen et ancien Ministre de la Sécurité et de la Protection civile, il finit 18e sur 24 candidats au premier tour avec 0,25 % des suffrages exprimés,.
En 2012, c'est l'un des 44 partis qui rejoignent la coalition RPG-Arc-en-Ciel d'Alpha Condé,